# Prise d'otages des Jeux olympiques de Munich
La prise d'otages des Jeux olympiques de Munich, aussi appelée le massacre de Munich, a eu lieu les 5 et 6 septembre 1972 au cours des Jeux olympiques d'été de 1972 à Munich en Allemagne de l'Ouest. Au cours de cette prise d’otages visant des athlètes israéliens, onze de ceux-ci ont été assassinés par des membres de l'organisation terroriste palestinienne Septembre noir. Un policier allemand a été tué ainsi que cinq des huit terroristes, les trois autres ayant été capturés.

## Contexte géopolitique
Cet événement fait suite à la défaite de la guerre des Six Jours et à la résolution no 242 de l'ONU de 1967, qui exige qu'Israël restitue les terres conquises lors de cette guerre aux différents pays arabes. En échange, ces États doivent reconnaître l'État d'Israël. 
L'organisation Septembre noir tire son nom des événements de septembre 1970, qui ont vu les Jordaniens, l'O.L.P. (dont le FPLP de George Habache) et ses fedayins s'affronter très violemment ; plus de 10 000 victimes palestiniennes sont dénombrées. À la suite, la Jordanie expulse l'OLP et ses soutiens du pays.
Le FPLP, organisation terroriste palestinienne et le FDLP ont des connexions avec d'autres groupes révolutionnaires d'extrême-gauche tels que la Fraction armée rouge en Allemagne de l'Ouest, Action directe en France, les Brigades rouges en Italie, l'Armée rouge japonaise et la Tupamaros en Uruguay, dont certains participent à des actions sanglantes du FPLP,. En 2021, l'organisation (Septembre noir) est toujours placée sur la liste officielle des organisations terroristes de l'Union européenne.
Selon des révélations postérieures, dont des écoutes téléphoniques, interceptées par les Américains et les Anglais, entre Yasser Arafat et les leaders de Septembre noir, l'OLP d'Arafat aurait bien commandité cette opération, ce que le président de l'OLP a toujours nié.

## Prise d'otages

### Préparation
Les commandos de Septembre noir baptisent l’opération « Opération Kafr Bir’im et Iqrit », en référence aux deux villages palestiniens de Kafr Bir’im et d’Ikrit dans le nord d’Israël expulsés par l’armée israélienne.

### Déroulement
Lors de la deuxième semaine des Jeux olympiques d'été de 1972, le 5 septembre 1972 à 4 h 30 du matin, tandis que les athlètes israéliens dorment, huit membres de l'organisation terroriste palestinienne Septembre noir, vêtus de survêtements afin de se faire passer pour des sportifs et transportant des sacs chargés de fusils d'assaut, de pistolets et de grenades, franchissent grâce à l'aide d’athlètes canadiens (même si on a longtemps cru qu'ils étaient américains) qui les ont pris pour des homologues, une clôture grillagée afin de s'introduire dans le village olympique. Puis ils pénètrent dans l'immeuble au 31 Connollystraße, dans lequel se trouvent les deux appartements utilisés par la délégation israélienne, 21 sportifs et encadrants, dont ils possèdent les clefs d'entrée volées auparavant. Leur infiltration est facilitée par le fait que les dispositifs de sécurité et de surveillance sont considérés comme très légers, les organisateurs voulaient des lieux plus accueillants pour effacer le souvenir des Jeux olympiques d'été de 1936 à Berlin,, à l’époque de l’Allemagne nazie.
Un membre de la délégation israélienne, Yossef Gutfreund (en), alerté par le bruit du commando qui vide ses sacs dans le hall de l'immeuble fait barrage avec son corps à la porte criblée de balles, tandis qu'il prévient ses camarades en criant « Attention, terroristes ! » La tentative de barrage de Gutfreund donne assez de temps à son compagnon de chambre, l'entraîneur d'haltérophilie Tuvia Sokolovsky, pour briser une fenêtre et s’enfuir. Moshe Weinberg, entraîneur de lutte, tente de s'interposer à son tour, mais les assaillants lui tirent une balle dans la joue, le forçant à leur indiquer où se trouvent ses autres camarades. Menant les intrus devant l'appartement 2, Weinberg ment en leur disant que les résidents de l'appartement ne sont pas des Israéliens, et les conduit à l'appartement 3 où les terroristes armés trouvent six lutteurs et haltérophiles israéliens devenant otages supplémentaires. Il est possible que Weinberg ait espéré que les hommes plus forts aient une meilleure chance de repousser les attaquants que ceux de l'appartement 2, mais ils ont tous été surpris dans leur sommeil. Weinberg attaque de nouveau les terroristes, permettant ainsi à l'athlète Gad Tsobari (en) de s'échapper, et est aussitôt assassiné. Yossef Romano (en), un haltérophile, tente lui aussi de s'opposer aux terroristes avec un couteau à fruit ; il blesse l'un d'entre eux avant d'être abattu.
L'assaut des Palestiniens se solde par la prise en otage de neuf membres de la délégation Israélienne. En plus de Yossef Gutfreund, les autres otages sont : l'entraîneur de tir sportif Kehat Shorr (en), l'entraîneur d'athlétisme Amitzur Shapira (en), l'entraîneur d'escrime André Spitzer (de), l'entraîneur d'haltérophilie Yacov Springer, les lutteurs Eliezer Halfin (en) et Mark Slavin, et les haltérophiles David Mark Berger et Zeev Friedman. Les autres membres de la délégation réussissent à fuir en sautant des balcons ou en se cachant dans l'immeuble. À 4 h 47, une femme de ménage alertée par les coups de feu prévient le poste de sécurité du village olympique, qui envoie un garde non armé sur les lieux. Celui-ci aperçoit un homme cagoulé, arme à la main, derrière la vitre de l'immeuble.
À 5 h 8, les terroristes font parvenir aux policiers leurs revendications, déclarant qu'à compter de 9 heures, ils abattront un otage toutes les heures et jetteront son corps dans la rue si celles-ci ne sont pas acceptées.
À 8 h 15, une compétition de dressage hippique se déroule selon le programme.

### Négociations
Le groupe terroriste demande la libération et le passage en Égypte de 234 militants palestiniens détenus en Israël, ainsi que de deux militants de la Fraction armée rouge (FAR), Andreas Baader et Ulrike Meinhof, détenus en Allemagne. Les liens entre ces deux groupes datent d'avril 1970, lorsque la FAR, peu après une évasion de Baader organisée par Meinhof, était partie dans un camp d'entraînement du Fatah en Jordanie sous le commandement d'Ali Hassan Salameh, le commanditaire du commando de Munich, un épisode fondateur pour les franges terroristes des mouvements d'extrême-gauche allemands.
La Première ministre israélienne Golda Meir répond immédiatement et très fermement qu'il n'y aura aucune négociation. Afin de montrer leur détermination, les terroristes jettent du balcon le corps de Moshe Weinberg.
Une cellule de crise est mise en place par le gouvernement ouest-allemand, dirigée par le chef de la police munichoise Manfred Schreiber, le ministre fédéral de l’Intérieur Hans-Dietrich Genscher et le ministre de l’Intérieur bavarois Bruno Merk. Schreiber offre aux terroristes une quantité illimitée d'argent, qu'ils refusent. Selon le journaliste John K. Cooley, la réponse est « l'argent ne signifie rien pour nous ; nos vies ne signifient rien pour nous. » Toutefois, ils acceptent à cinq reprises de repousser leur ultimatum.
À 17 heures, ils demandent que soit mis à leur disposition un avion pour se rendre au Caire avec leurs otages. Les négociateurs exigent un contact direct avec les otages pour s'assurer qu'ils sont encore en vie. André Spitzer et Kehat Shorr, deux des Israéliens parlant couramment l'allemand, ont une brève conversation avec les responsables allemands alors qu'ils se tiennent à la fenêtre du premier étage du bâtiment assiégé, tenus en joue par deux terroristes palestiniens. Lorsque Spitzer tente de répondre à une question, il est matraqué avec la crosse d'un fusil d'assaut AK-47 et disparaît de la fenêtre.
Quelques minutes plus tard, Genscher et Walter Tröger, le maire du village olympique, sont brièvement autorisés à pénétrer dans les appartements afin de parler avec les otages. Tröger mentionnera la dignité avec laquelle les otages israéliens font face à la situation et note « qu'ils semblent résignés à leur sort ». Il remarque également que plusieurs des otages, en particulier Gutfreund, ont subi des sévices et que David Berger a reçu une balle dans l'épaule gauche. En outre, le corps de Yossef Romano semble avoir subi des mutilations génitales. Genscher comme le légiste allemand ont totalement et immédiatement nié les allégations de torture ou de castration. Genscher et Tröger déclarent avoir vu « quatre ou cinq assaillants » à l'intérieur de l'appartement. Après avoir considéré divers scénarios en vue de libérer les otages, les autorités allemandes mettent à la disposition des terroristes un bus afin de les transférer avec leurs otages vers deux hélicoptères censés les transporter à l’aéroport de la base aérienne de Fürstenfeldbruck de l'OTAN.

### Dénouement
Un Boeing 727 est positionné sur le parking de la base aérienne de Fürstenfeldbruck avec cinq ou six policiers armés à l'intérieur en tenue de membres d'équipage.
Le plan des Allemands est de maîtriser deux des terroristes avant d'inspecter l'appareil, ce qui doit donner aux tireurs d'élite une chance de tuer ceux restés dans les hélicoptères, puisqu'on estime qu'ils ne sont que deux ou trois. Toutefois, avec le transfert, la cellule de crise découvre que les terroristes sont au nombre de huit. À la dernière minute, alors que les hélicoptères sont sur le point d’atterrir à Fürstenfeldbruck, les policiers allemands à bord de l'avion votent pour l'abandon de leur mission sans consulter leur commandement central. Seuls les cinq tireurs d'élite restent en position afin d'essayer de neutraliser un groupe plus nombreux et plus lourdement armé qu'attendu.
Les hélicoptères atterrissent peu après 22 h 30 et six terroristes en sortent. Pendant que quatre terroristes gardent les pilotes en respect avec leurs armes, deux autres vont inspecter l'avion mis à leur disposition et le trouvent vide. Réalisant qu'ils sont tombés dans un piège, ils courent rapidement vers les hélicoptères vers 23 h. Les autorités allemandes donnent l'ordre aux tireurs d'élite d'ouvrir le feu.
Les cinq tireurs d'élite allemands, recrutés en catastrophe dans des clubs de tir de la région, n'ont pas de contact radio entre eux et ne peuvent donc pas se coordonner. Ils ne sont pas équipés de gilets pare-balles et leurs fusils ne possèdent ni lunettes ni équipements de vision nocturne. Dans le chaos qui s'ensuit, deux terroristes se tenant près de l'un des pilotes sont tués et un troisième est mortellement blessé alors qu'il s'enfuit. Les trois qui restent détruisent un grand nombre de projecteurs. Un policier allemand se trouvant dans la tour de contrôle, Anton Fliegerbauer, est tué.
Les pilotes de l'hélicoptère parviennent à s'enfuir mais pas les otages qui sont attachés dans l'appareil.
Il s'ensuit des échanges de coups de feu pendant près d’une heure et quart, au cours desquels la police allemande demande tardivement l'assistance de véhicules blindés. Ces derniers ne se trouvant pas sur place, ils mettent plus de trente minutes pour parvenir à l'aéroport car ils sont retardés sur leur chemin par de nombreuses voitures de curieux venus de l'agglomération de Munich.
Les véhicules blindés arrivent finalement vers minuit et permettent de débloquer la situation. D'après le journaliste américain John Cooley, à 0 h 4 le 6 septembre, l'un des terroristes saute du premier hélicoptère. Il se tourne et tire sur les otages, tuant Springer, Halfin et Friedman, et blessant Berger. Ensuite, il dégoupille une grenade et la jette dans la cabine de l'appareil où elle explose. Alors que le premier hélicoptère est en feu, les autres terroristes tirent sur les camions de pompiers pour les empêcher de s'approcher, tandis qu'un dernier exécute à bout portant les cinq autres otages, Gutfreund, Schorr, Slavin, Spitzer et Shapira.
Trois des terroristes couchés sur le ventre à proximité, dont deux faisant le mort, sont capturés. Quarante minutes plus tard, avec l'aide de chiens et des gaz lacrymogènes, la police en retrouve un autre essayant de se cacher. La tentative d'arrestation échoue et il est tué dans une fusillade.
Les échanges de tirs prennent fin vers 0 h 30, près de trois heures après le début de la tentative de sauvetage menée par la police allemande. Selon un fonctionnaire allemand impliqué dans l'opération, celle-ci était « vouée à l'échec dès le départ ».
Les Allemands n'expliqueront pas de façon satisfaisante pourquoi ils n'ont pas déployé deux ou trois tireurs d'élite pour chaque terroriste ni l'équipement insuffisant des tireurs engagés dans l'opération.

## Conséquences

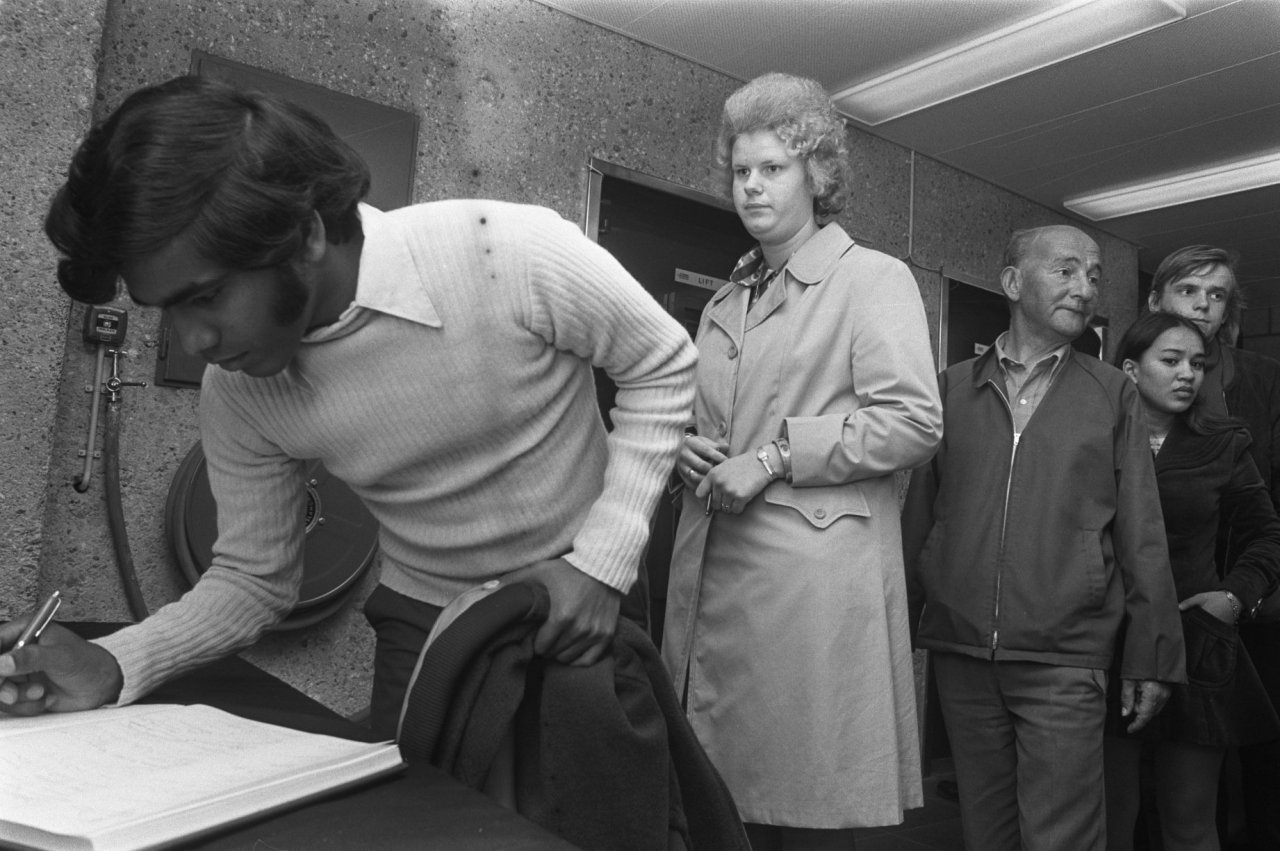
Signature du livre de condoléances, ambassade d'Israël à La Haye (Pays-Bas), 6 septembre 1972.

Le 5 septembre 1972, Golda Meir, alors Première ministre israélienne, appelle les autres pays à « sauver nos citoyens et condamner les actes criminels innommables ». L’événement est largement condamné à travers le monde, le roi Hussein de Jordanie le qualifie de « crime sauvage, crime contre la civilisation… perpétré par des esprits pervers ».
Les autorités allemandes emprisonnent les trois preneurs d'otages survivants, et réformeront le GSG 9 pour en faire une unité d'élite de la police fédérale spécialisée dans la lutte contre le terrorisme, capable de secourir plus efficacement les otages au cas où un tel incident viendrait à se reproduire.
Le 9 septembre, des avions de la force aérienne israélienne bombardent des bases de l'Organisation de libération de la Palestine (OLP) en Syrie et au Liban faisant environ 200 victimes.

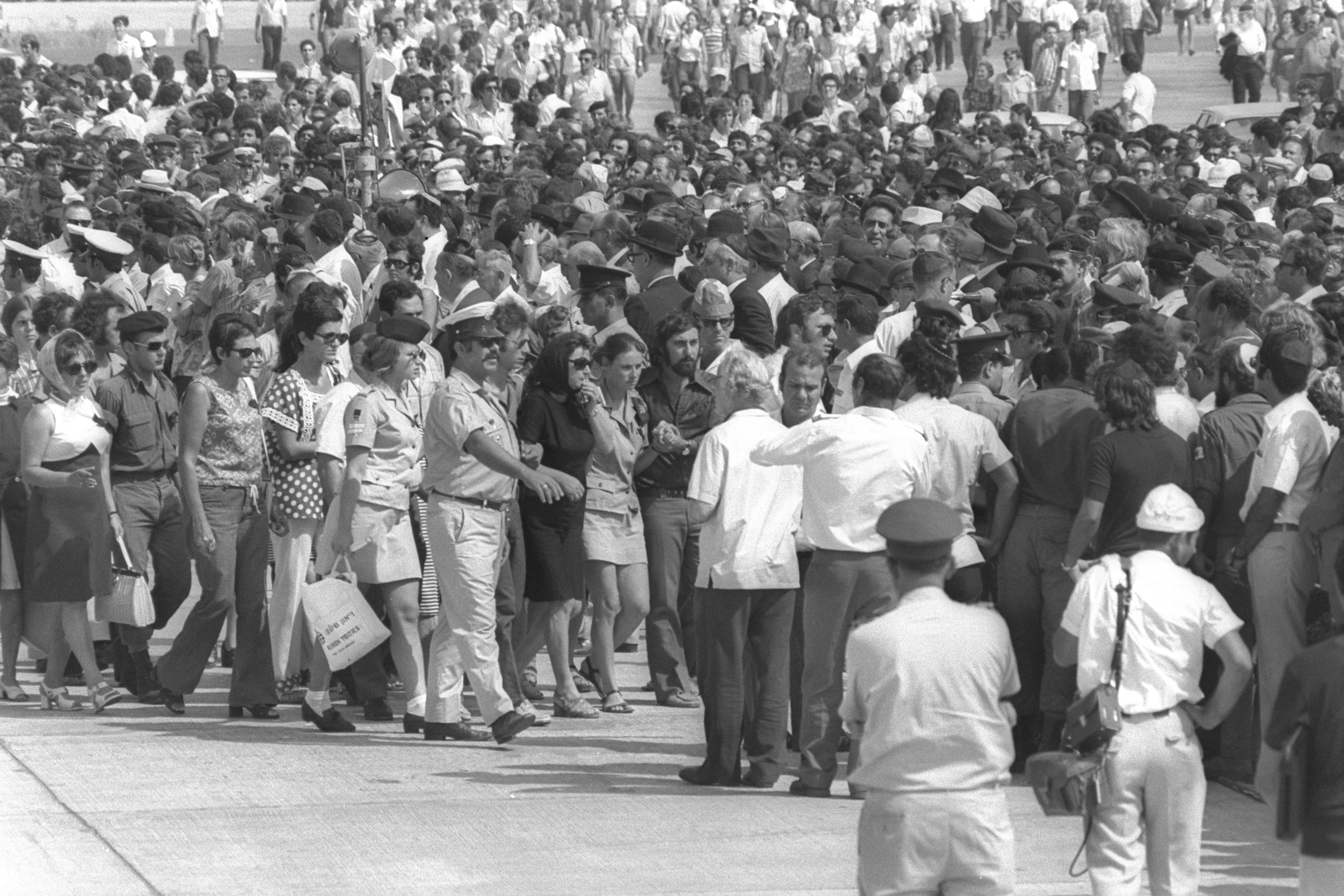
Familles des victimes israéliennes arrivant à l'aéroport de Lod pour la cérémonie de remise des corps, le 7 septembre 1972.

Le 29 octobre, un avion allemand de la Lufthansa est détourné par des ravisseurs exigeant la libération des trois membres de Septembre noir retenus prisonniers en attente d'être jugés. Safady et les Al-Gasheys sont en conséquence libérés par l'Allemagne. Certains observateurs[Qui ?] soupçonnent le gouvernement allemand d'avoir libéré les terroristes pour se défaire de la lourde tâche d'avoir à les juger et de rendre des comptes sur sa gestion de la crise et de ses conséquences pour la délégation israélienne. Ces remises en liberté font tomber les dernières réticences israéliennes ; Israël n'a de cesse alors d'éliminer les terroristes responsables du massacre. Les services secrets arriveront à en tuer deux, le troisième ayant réussi à se cacher dans un pays africain.
Après cette prise d'otages, les organisations Fatah et OLP réorientent leur politique, préférant se consacrer à la reconnaissance internationale de la cause palestinienne, à travers une longue lutte armée qui sensibiliserait et mobiliserait les pays arabes comme l'opinion occidentale contre Israël,.

### Représailles
Le 8 septembre 1972, après l'attentat contre la délégation israélienne aux Jeux olympiques de Munich, l'aviation israélienne bombarde plusieurs camps palestiniens au nord et au sud du Liban, faisant quatorze morts et trente et un blessés parmi les civils libanais et palestiniens.
Les 17 et 18 septembre 1972, nouvelle opération - terrestre, cette fois - après l'attentat de Munich. Les troupes israéliennes occupent une grande partie du Sud-Liban. Cette opération, la plus importante depuis la guerre de six jours, fait une vingtaine de morts dans les rangs de l'armée libanaise qui oppose une sérieuse résistance. On compte vingt-cinq morts dans la population civile.
Le 21 février 1973, un raid aérien, qualifié de " préventif ", fait une cinquantaine de morts dans des camps palestiniens près de Tripoli, dans le nord du Liban.
Pour « venger Munich » (et/ou pour cibler des sources du terrorisme palestinien en Europe), le Mossad, dans le cadre de l'opération Colère de Dieu, prend pour cible des responsables de l'OLP, certains des commanditaires présumés ainsi que les représentants de l'OLP en Italie (le 16 octobre 1972, Adil Zoutir, faux conseiller à l'ambassade libyenne, est tué à Rome), en France (à Paris : le 8 décembre 1972, Mahmoud Hamchari est tué rue d'Alésia, le 6 avril 1973 Basil al-Kubaisi rue Chauveau-Lagarde et le 27 juin Mohamed Boudia rue des Fossés-Saint-Bernard), au Liban (le 10 avril 1973, trois Palestiniens sont tués) et à Chypre (le 24 janvier 1973, Hussein al-Bachir y est tué), jusqu'au 15 janvier 1991, lorsque, finalement, furent tués les organisateurs du massacre de Munich (Abou Iyad et Abou Mohammed). Est également victime de ces représailles du Mossad Ahmed Bouchiki, Norvégien d'origine marocaine (et frère du musicien Chico Bouchikhi des Gipsy Kings) qui n'avait rien à voir avec la prise d'otages, et qui est abattu devant sa femme enceinte de leur fils. Il a été confondu avec Ali Hassan Salameh, numéro deux de l'OLP à l'époque ; en conséquence, l'opération Colère de Dieu est suspendue plusieurs années. Cette série de représailles israéliennes s'achève en 1992 avec la mort par balles, à Paris, du Palestinien Atef Bseiso,.

### Reprise des Jeux
Le 6 septembre est organisée une cérémonie commémorative durant laquelle le président du Comité international olympique Avery Brundage, soupçonné d'antisémitisme depuis les années 1930, fait un discours saluant la force du mouvement olympique, sans mentionner les athlètes assassinés, et déclare que les Jeux doivent continuer,.
Les Jeux reprennent le lendemain. La plupart des 80 000 personnes présentes dans le stade olympique pour assister au match de football opposant l'Allemagne de l'Ouest à la Hongrie se comportent comme si rien ne s’était passé la veille. Lorsque apparaît une banderole portant l'inscription « 17 morts, déjà oublié ? » des agents de sécurité la saisissent et expulsent les spectateurs qui l'avaient déployée,.

### Autres conséquences sportives
Début novembre 1972, les handballeurs Israëliens du Hapoël Ramat Gan doivent se déplacer au Luxembourg pour affronter le HB Dudelange au premier tour de la Coupe des clubs champions de handball. Les autorités israéliennes réclament alors des dispositions exceptionnelles pour ces deux matches (aller et retour) disputés à deux jours d'intervalle. Ainsi, les joueurs israéliens sont-ils hébergés à la garnison militaire de Diekirch et l'endroit des rencontres est tenu secret jusqu'au dernier moment ; les journalistes, seuls autorisés à assister à ces rencontres jouées à huis clos, sont invités à ne pas révéler l'endroit prévu. Enfin, c'est sous la garde de nombreux policiers armés  que les deux équipes sportives s'affrontent, le club de handball israélien sortant victorieux des deux rencontres.

### Indemnisations
En 2022, l'État allemand aurait proposé 10 millions d’euros d'indemnisation au total, incluant les quelque 4,5 millions de compensations déjà versées en 1972 et 2002, pour tous les proches des victimes, ce qui ne correspond pas aux standards internationaux dans des cas comparables selon la porte-parole des familles des victimes.

## Révélations

### Der Spiegel
En juin 2012, l'hebdomadaire allemand Der Spiegel, s'appuyant sur un rapport du Service fédéral de renseignement (BND) révèle que deux militants néo-nazis, Willi Pohl et Wolfgang Abramowski, auraient aidé Septembre noir dans les préparatifs de la prise d'otage des athlètes israéliens. Der Spiegel affirme que le chef des services secrets de l'OLP avait chargé l'un d'eux de perpétrer des attentats et des prises d'otages, notamment à la cathédrale de Cologne (ouest) afin de venger la mort des cinq Palestiniens du commando tués par les policiers allemands.

### Israël
Fin août 2012, Israël rend publics « 45 dossiers classés secrets datés du 4 au 6 septembre 1972. Israël accuse l’État allemand d’« indifférence » et de « mauvaise gestion » du « risque sécuritaire » qui pesait sur les Jeux olympiques ».

## Victimes de la prise d'otages
Délégation israélienne

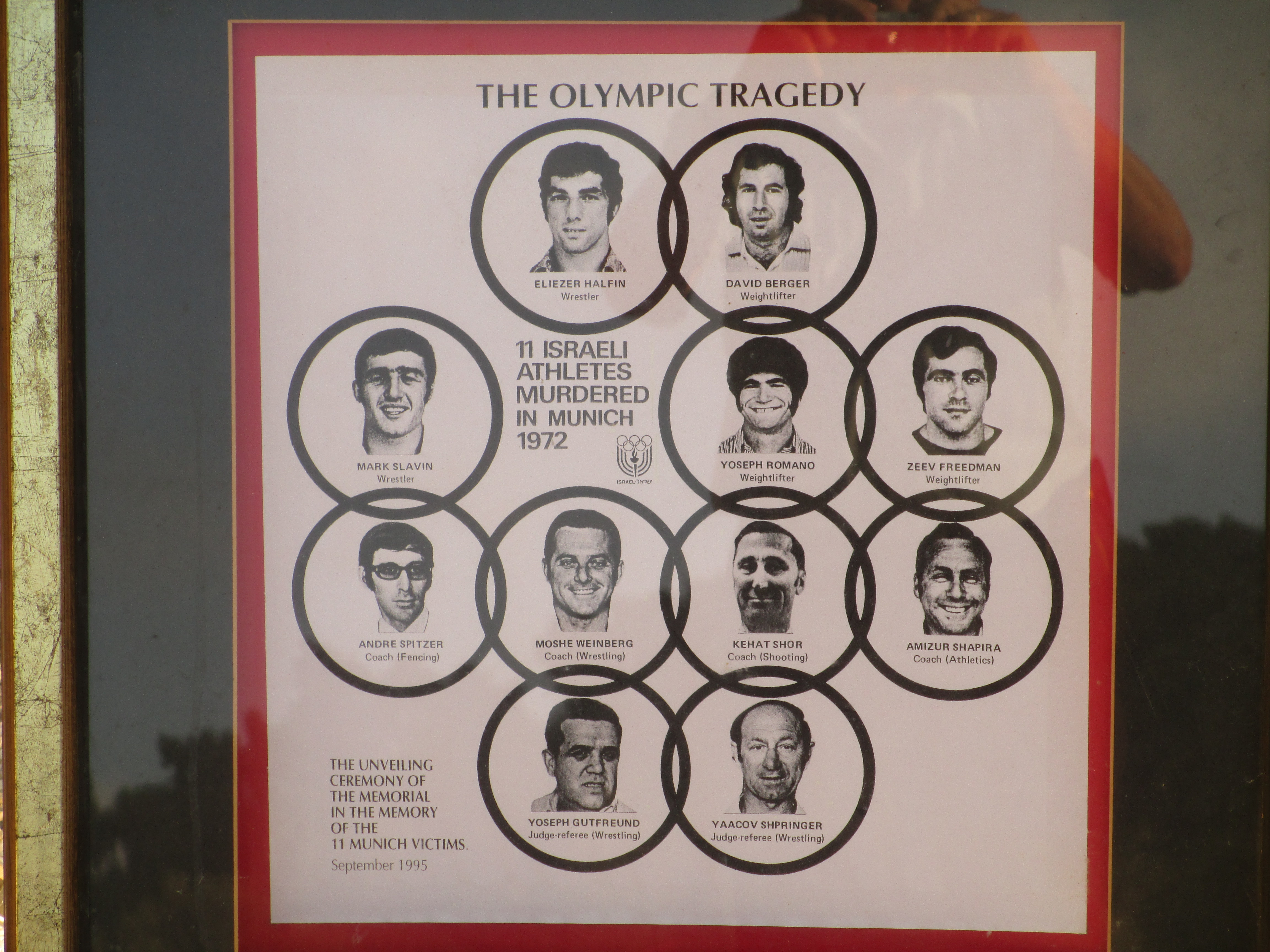
Visage des onze athlètes assassinés, mémorial de Tel Aviv (Israël).

- David Mark Berger (28 ans, haltérophile)
- Zeev Friedman (28 ans, haltérophile)
- Yosef Gottfreund (en) (40 ans, arbitre de lutte)
- Eliezaar Halfen (en) (24 ans, lutteur)
- Yosef Romano (en) (32 ans, haltérophile)
- Amitzur Shapira (en) (40 ans, entraîneur de l'équipe d'athlétisme)
- Kehat Schor (en) (53 ans, entraîneur de l'équipe de tir)
- Mark Slavin (en) (18 ans, lutteur)
- Andre Spitzer (en) (27 ans, arbitre et entraineur d'escrime)
- Yakov Springer (en) (50 ans, entraîneur de l'équipe d'haltérophilie)
- Moshe Weinberg (32 ans, entraîneur de l'équipe de lutte)

Police allemande
- Anton Fliegerbauer (en), policier ouest-allemand

## Terroristes palestiniens
Les terroristes impliqués sont :
- Luttif Afif (en)
- Mohammed Daoud Odeh
- Adnan Al-Gashey (en)
- Jamal Al-Gashey (en)
- Amin al-Hindi (en)
- Khalid Jawad (en)
- Yusuf Nazzal (en)
- Afif Ahmed Hamid (en)
- Ahmed Chic Thaa
- Mohammed Safady (en)

Sur les huit terroristes connus des forces de police, cinq sont abattus dans l'opération ouest-allemande : Luttif Afif ("Issa"), Yusuf Nazzal ("Tony"), Afif Ahmed Hamid ("Paolo"), Khalid Jawad ("Salah"), Ahmed Chic Thaa ("Abu Halla").
Par la suite, Mohammed Safady et Adnan Al-Gashey auraient été éliminés lors d'une opération du Mossad - une version remise en cause par le journaliste israélien Aaron J. Klein, qui affirme que Safady a été tué par des phalangistes au Liban, et que Al-Gashey est décédé d'une malformation cardiaque congénitale.
L'un des cerveaux de l'attentat, Salah Khalaf, est assassiné en 1991 par une faction dissidente du Fatah, tandis que l'autre, Abu Daoud, décède dans son exil syrien en 2010.

## Commémoration
À l'occasion des Jeux de Londres, en 2012, le président du CIO, Jacques Rogge, s'oppose à une commémoration du 40e anniversaire de la prise d'otages sanglante de Munich, lors de la cérémonie d'ouverture des jeux Olympiques d'été. Le rejet de cette demande de commémoration formulée par Israël, la Maison-Blanche, le ministre allemand des Affaires étrangères, Guido Westerwelle, et de nombreux parlements et personnalités à travers le monde a suscité une vive polémique et de nombreuses critiques. En revanche, il « fait observer une minute de silence à la mémoire des 11 victimes au cours d’une cérémonie consacrée à la trêve olympique, organisée sous l’égide de l’Organisation des Nations Unies », en juillet 2012.
Le 5 septembre 2012, l'Allemagne commémore la mémoire des victimes israéliennes des Jeux, lors du quarantième anniversaire de la prise d'otages. Sur les lieux du drame final, près de 500 représentants du monde politique et sportif se réunissent dont le ministre allemand de l’Intérieur Hans-Peter Friedrich, le vice-Premier ministre israélien Sylvain Shalom, des survivants de la délégation olympique israélienne de 1972, des proches des victimes, le maire du village olympique et le speaker de l’époque ainsi que plusieurs anciens sportifs médaillés,.
Deux jours avant le début des Jeux olympiques d'été de 2016 de Rio, lors d'une cérémonie dirigée par des responsables brésiliens et israéliens sur les lieux du deuil, le Comité international olympique honore les onze Israéliens et l'Allemand tués à Munich. Outre ces victimes, un hommage est également rendu aux deux victimes d'un attentat à la bombe aux Jeux d'Atlanta en 1996 et au lugeur géorgien Nodar Kumaritashvili, mort dans un accident aux Jeux olympiques d'hiver de 2010 à Vancouver.
Quarante-cinq ans après les faits, un mémorial constitué d'une zone d’exposition couvrant environ 500 mètres carrés, située sous un terrain engazonné entouré de tilleuls, est inauguré lors d'une cérémonie au parc olympique de Munich, en présence notamment de familles des victimes, du président d’Israël, Reuven Rivlin, du président allemand, Frank-Walter Steinmeier, du ministre-président de Bavière, Horst Seehofer et du président du CIO, Thomas Bach, en septembre 2017,.

Aux Jeux olympiques d'été de 2020, une minute de silence est observée lors de la cérémonie d'ouverture. 

Plaques commémoratives
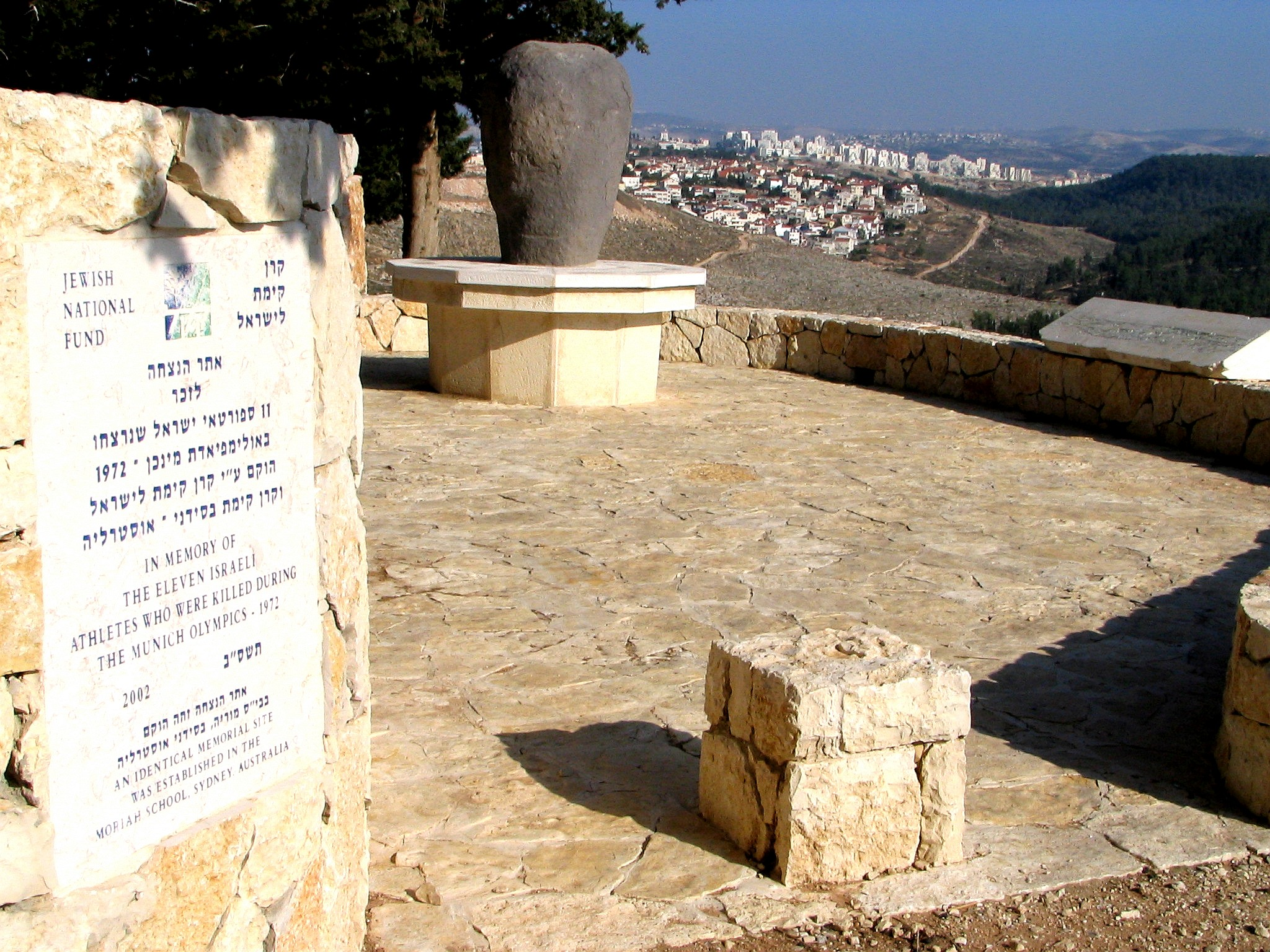
Forêt de Ben-Shemen (Israël).
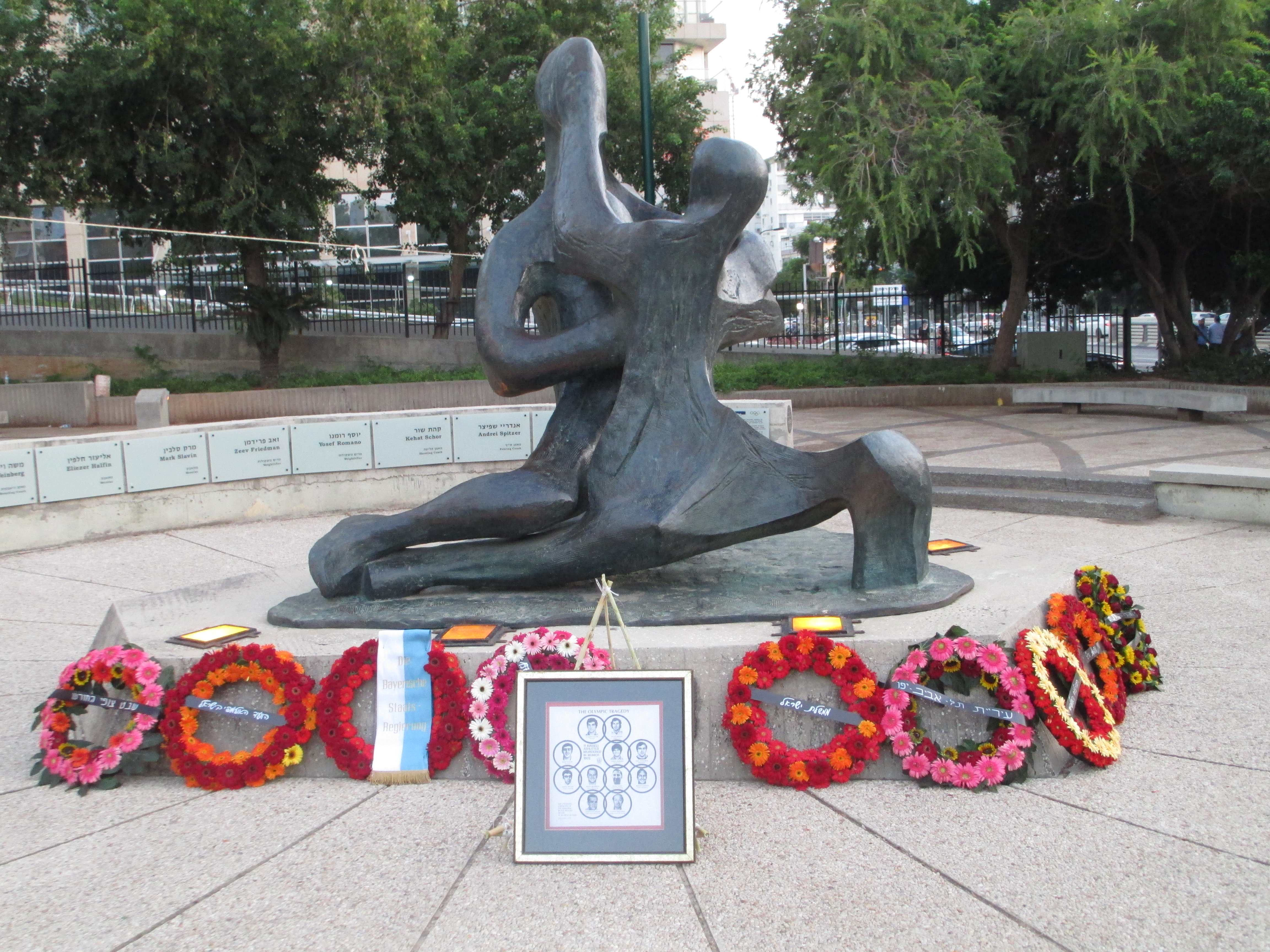
Tel-Aviv-Jaffa (Israël).
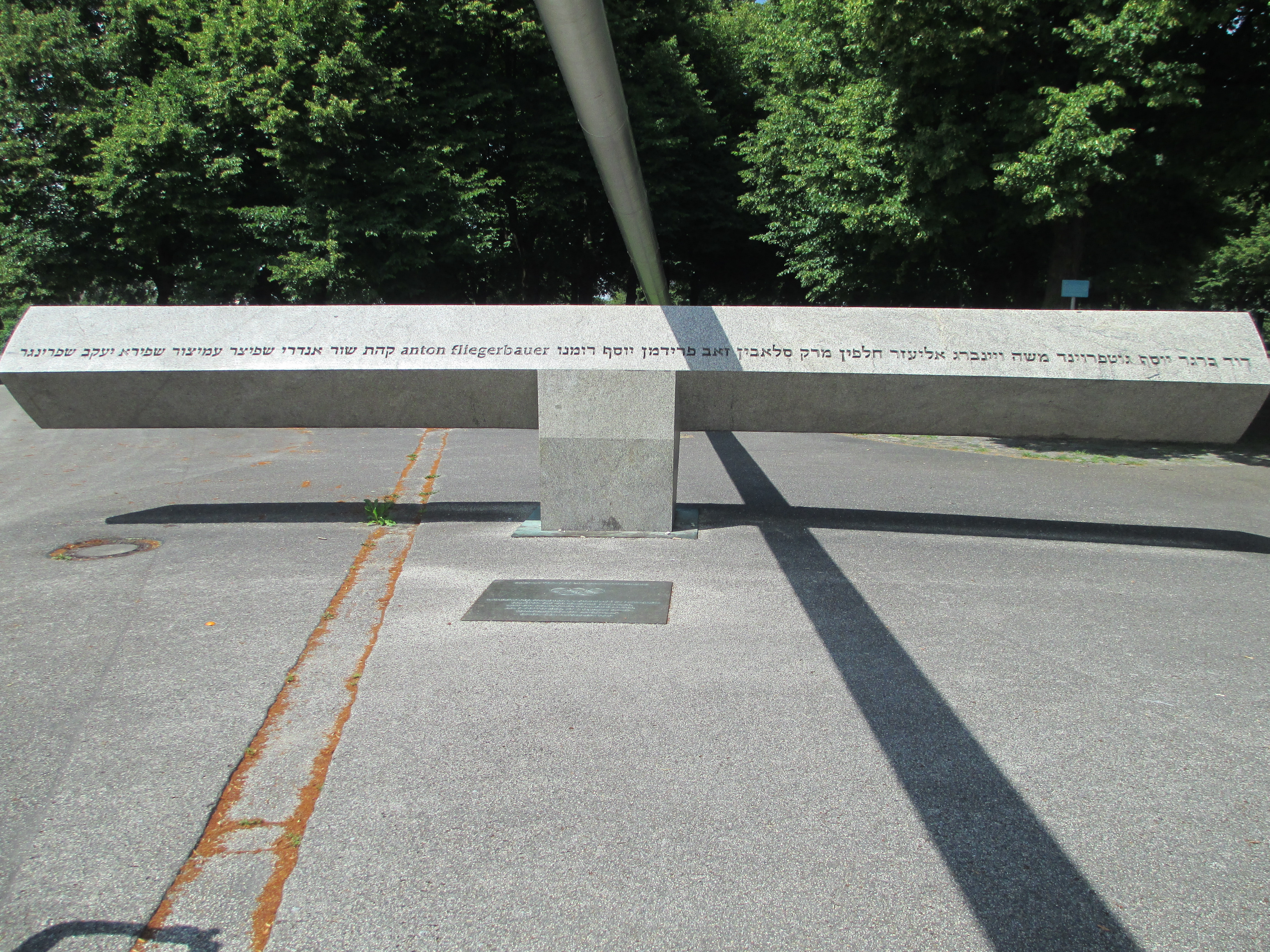
Olympiapark, Munich (Allemagne).
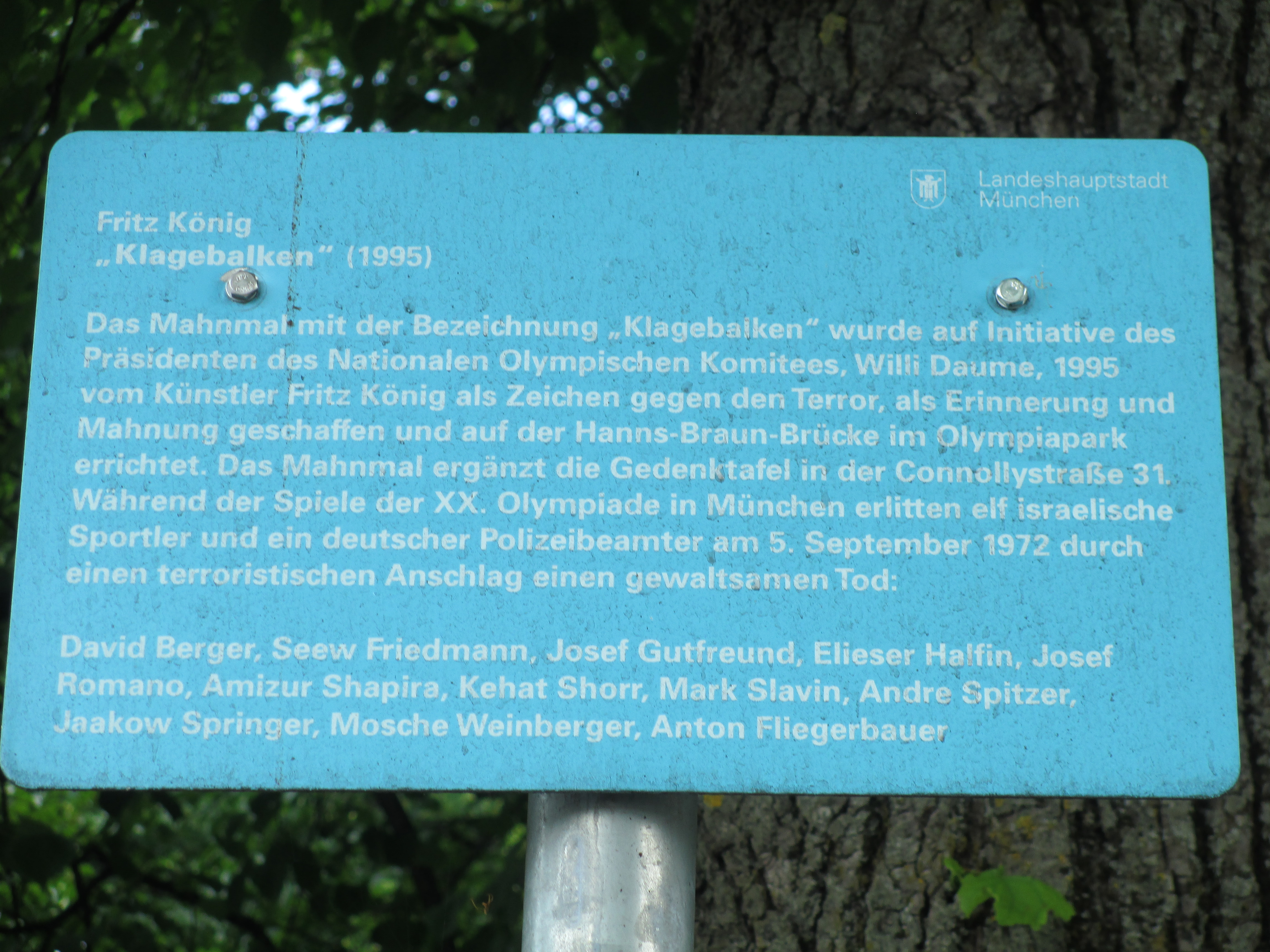
Olympiapark, Munich (Allemagne).
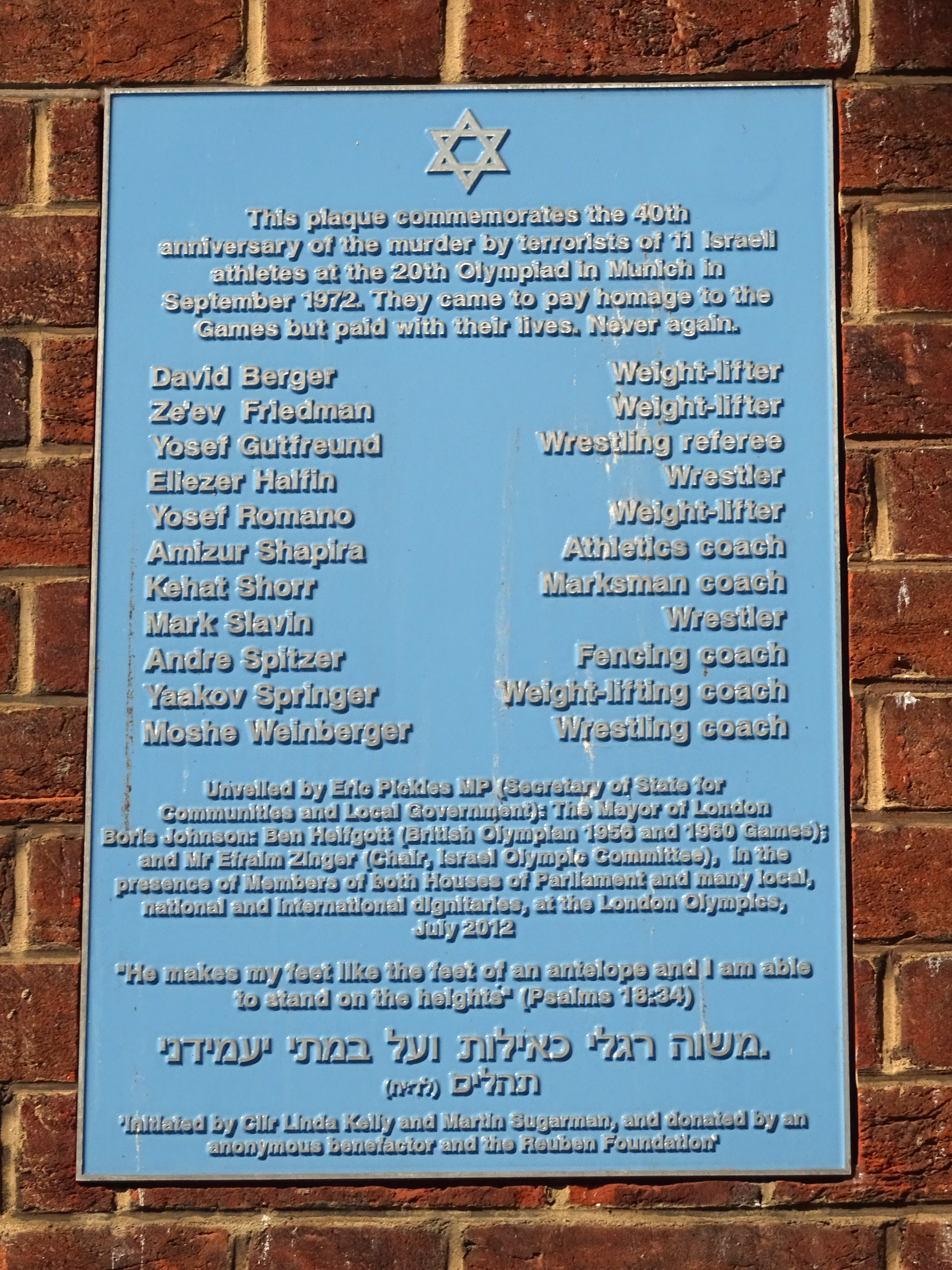
Richmond Rd, Hackney, Londres (Grande-Bretagne).
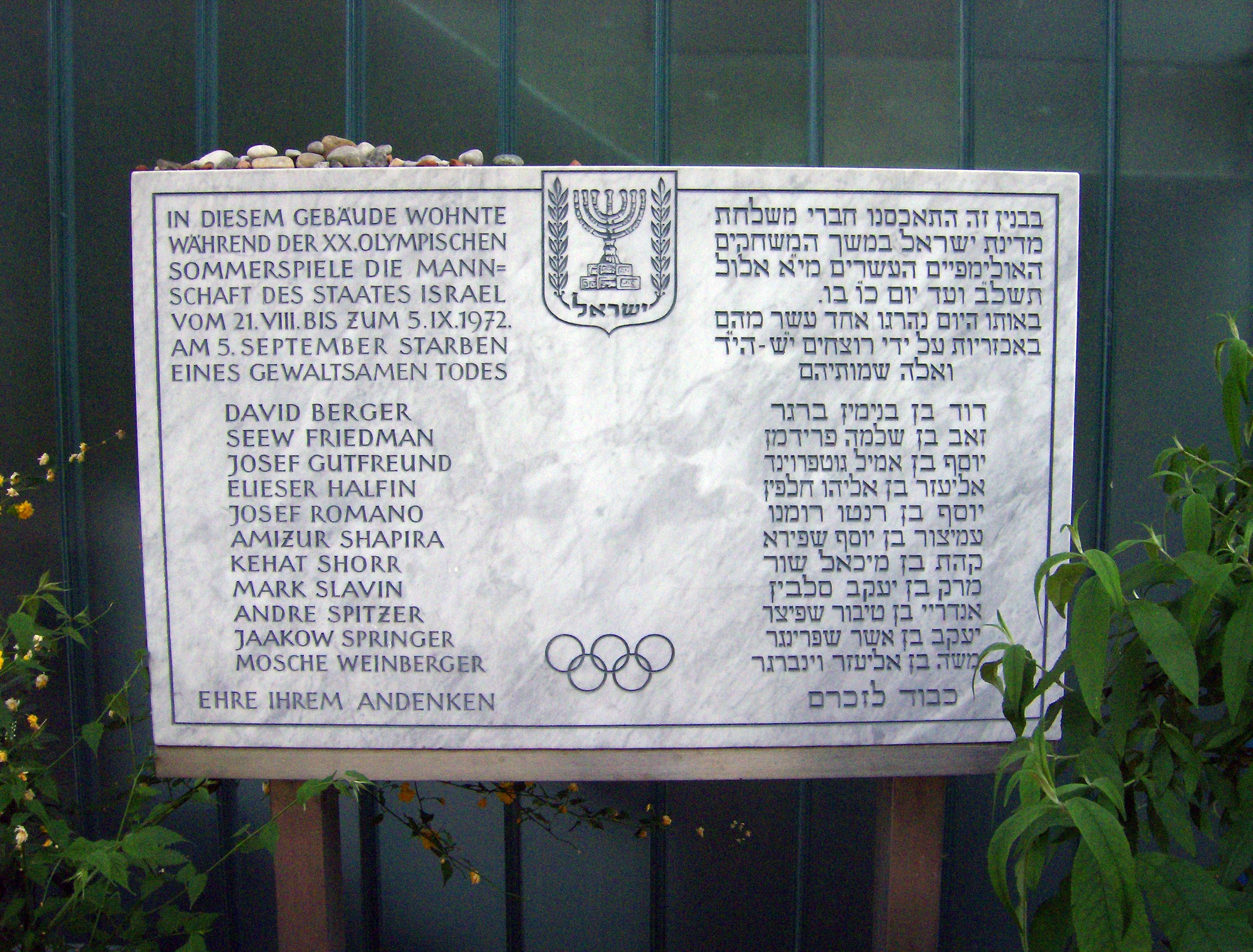
Devant le bâtiment de la prise d'otages des athlètes israéliens, Munich (Allemagne).
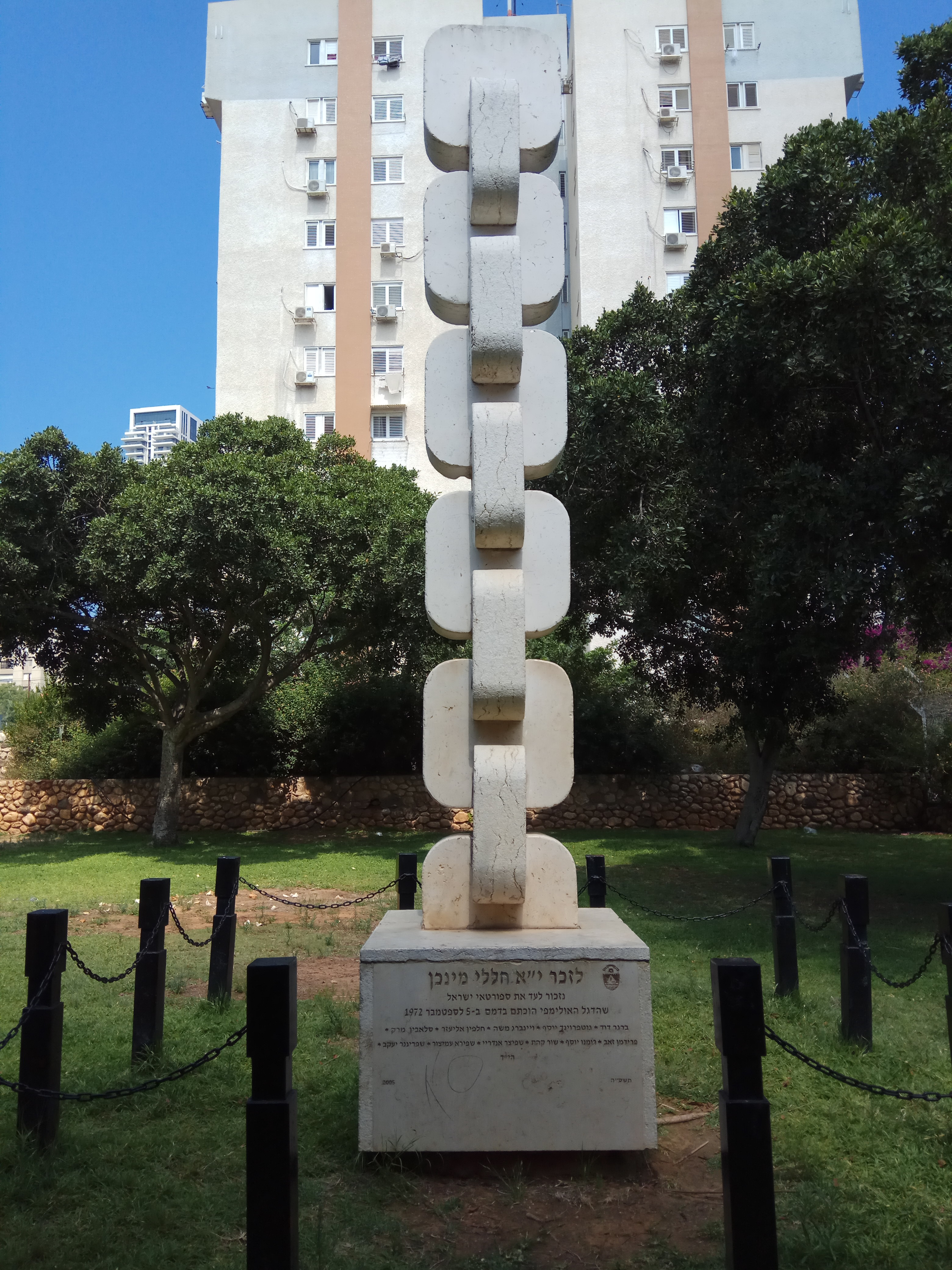
Bat Yam (Israël).
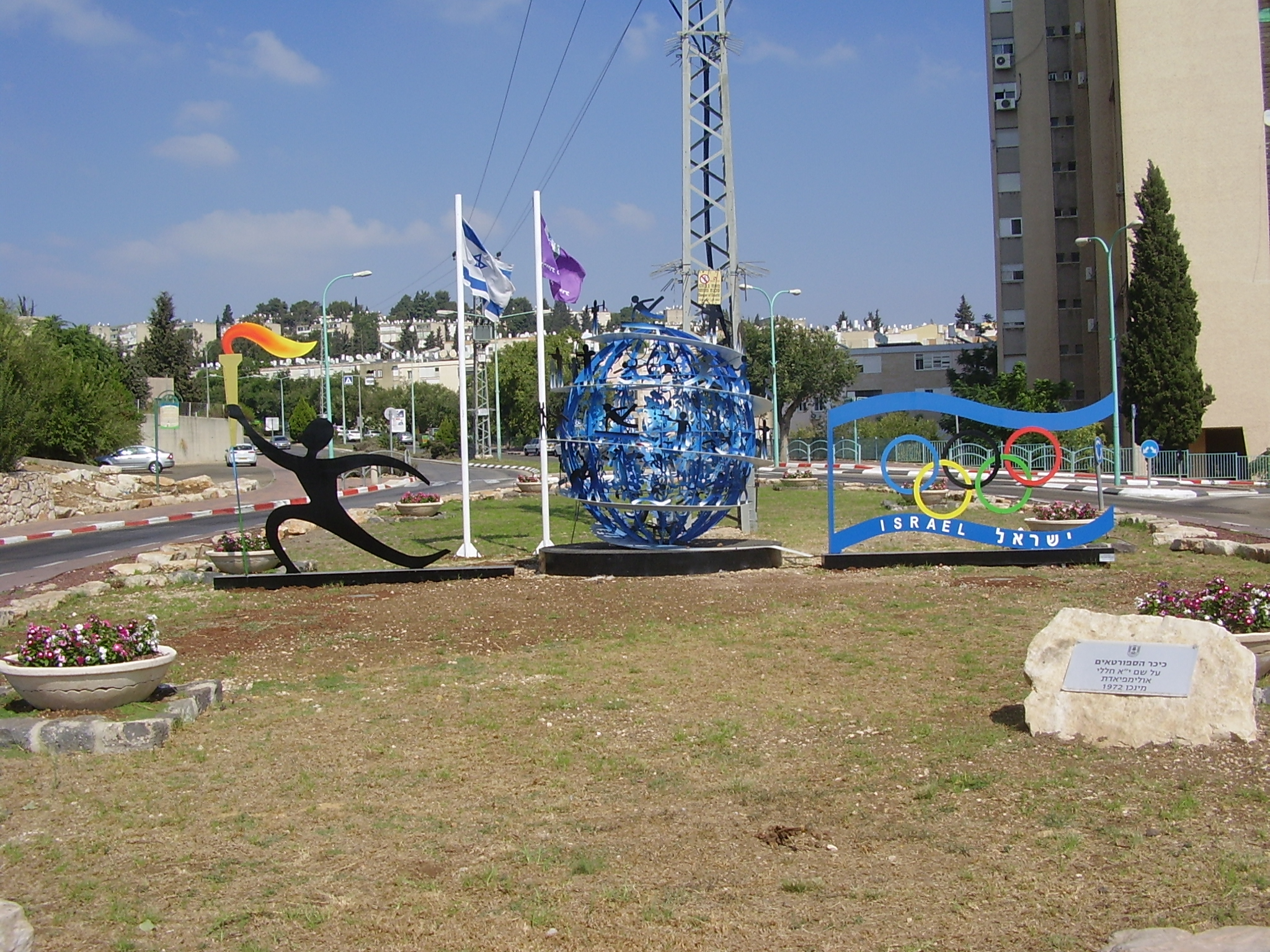
Nazareth Illit (Israël).

### Filmographie

#### Cinéma
- 1976 : Opération Septembre Noir, film israélien réalisé par Jack Morrison avec Esther Katz.
- 2006 : Munich, le film réalisé par Steven Spielberg, s'inspire de l'événement et de la traque organisée par le Mossad qui s'ensuivit. Le film est critiqué en Israël pour son inexactitude et sa mise à égalité des victimes et terroristes[25] ; le scénariste précise alors qu'il s'agit d'une fiction historique[44].
- 2011 : L’attentat, Munich 72 (München ‘72, Das Attentat), est un long métrage allemand de Dror Zahavi par Martin Rauhaus relatant avec une certaine fidélité les événements.
- 2024 : September 5, film germano-américain de Tim Fehlbaum

#### Télévision

##### Téléfilm
- 1976 :Les 21 heures de Munich de William A. Graham.
- 1986 :Vengeance de Michael Anderson.

##### Documentaires
- 1999 : Un jour en septembre (One day in September), de Kevin Macdonald, relatant la journée de la prise d'otages par des images d'archives et des interviews, dont celle du dernier terroriste survivant[45].
- 2006 : 
  - Les JO de Munich 1972, 10e épisode de la 3e saison de La Minute de vérité sur National Geographic Channel et sur Direct 8.
  - L'affaire de la prise d'otages des JO de Munich en 1972 de Secrets d'actualité sur M6.
- 2019 : Munich après le massacre de Francine Zuckerman.